# Joseph Lidl

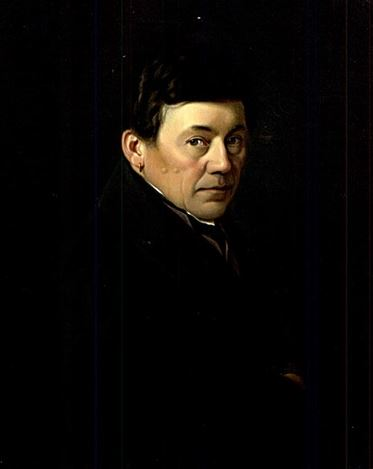
Porträt des Joseph Lidl, Posthalter zu Sauerlach von Marianne Maurus

Joseph Lidl (* 19. Dezember 1788 in Sauerlach; † 17. November 1856 ebenda), auch Joseph Liedl, war ein bayerischer Gutsbesitzer, königlicher Posthalter und Politiker.

## Wirken
Joseph Lidl wurde am 19. Dezember 1788 als Sohn des Sauerlacher Postwirts Mathias Lidl geboren. Joseph Lidl war Besitzer eines stattlichen Hofs in der heutigen Gemeinde Sauerlach in Oberbayern. Sein Grundbesitz wurde 1845 auf 120.000 Gulden geschätzt. Zugleich war er Besitzer der dortigen Posthalterei, die für Reisende auf der Route München-Tegernsee eine zentrale Anlaufstelle war. Nach dem Tod von Wilhelm von Gumppenberg rückte er am 20. September 1847 als Abgeordneter der Klasse V für Oberbayern in die Kammer der Abgeordneten im Bayerischen Landtag nach. Als solcher gehörte er dem 11. und 12. Landtag an. Ihm wurde ein Grundbesitz im Wert von 120.000 Gulden sowie „beste politische Gesinnung“ attestiert.
Überdies war er Mitglied im Ludwigs-Missionsverein sowie im Landwirthschaftlichen Central-Vereins im Königreiche Bayern.

## Privates
Joseph Lidl war mit Anna geb. Maurus (* 1808; † 1848) verheiratet und hatte mit ihr fünf Kinder:
- Joseph (* 1825; † eventuell um 1841[5]), besuchte das Königliche Erziehungs-Institut für Studierende in München, das heutige Studienseminar Albertinum.[6]
- Maximilian (* 9. August 1831; † 26. Dezember 1898), Posthalter; heiratete Anna Wild aus Bad Aibling.
- Maria Crescentia (* 1832; † 1899); heiratete den Murnauer Bierbrauer und Reichstagsabgeordneten (LRP) Emeran Kottmüller.
- Anna Theresia (* 4. Mai 1835; † unbekannt), heiratete den Kaufmann Edmund Karl Dietrich aus Donauwörth.
- Josephina (* 13. März 1837; † unbekannt); heiratete den Privatier Andreas Franziskus Dietrich.

Sein Enkel Otto Lidl (* 18. Dezember 1866; † 11. August 1897) war bis zu seinem Tod kurze Zeit Bürgermeister der Gemeinde Sauerlach. Sein Urenkel Maximilian Otto Lidl (* 4. April 1896; † 2. Dezember 1958) studierte Staats- und Forstwirtschaften an der Ludwig-Maximilians-Universität München sowie der TH München-Weihenstephan, war nach dem Zweiten Weltkrieg ebenfalls Bürgermeister Sauerlachs und bis zu seinem Tod geschäftsführender Direktor des Landesverbands des Bayerischen Nichtstaatswaldes, des heutigen Bayerischen Waldbesitzerverbands.